# Универзитетска братства и сестринства
Универзитетска братства и сестринства су друштвене организације на колеџима и универзитетима у Северној Америци. Уславном се чланство у братству или сестринству стиче као током преддипломских студијам, док неки прихватају и дипломце.
Братства и сестринства се баве филантропским активностима, организују забаве, обезбеђују „завршну” обуку за нове чланове, као што су упутства о бонтону, облачењу и понашању, те стварају могућности за умрежавање за своје чланове који су тек дипломирали.
Критиковани су због практиковања елитизма и фаворизовања, дискриминације студената који нису белци и других маргинализованих група, вођења опасних ритуала и омогућавања злоупотребе алкохола. Многи колеџи и универзитети су настојали да их реформишу или елиминишу због ових проблема, али су ови напори обично наишли на интензивне контроверзе.